# Stefano Grandoni
Stefano Grandoni (* 16. Oktober 1792 in Gonzaga, Provinz Mantua; † 23. September 1846 in Brescia) war ein italienisch-österreichischer Chemiker.
Grandoni verlor früh seinen Vater und kam daraufhin in die Obhut seines Onkels. Er erhielt seine Schulbildung im Gymnasium zu Sermide sowie im Lyzeum von Mantua und studierte anschließend Chemie und Pharmazie an der Universität Pavia. In der Chemie erreichte er den Doktorgrad. Nach der Beendigung seiner Studien übernahm er 1823 die Leitung einer Apotheke in Brescia. Später wurde er Apotheker im Ospitale maggiore dieser Stadt und gewann dadurch die erwünschte Muße, sich den Naturwissenschaften zu widmen. Er fand an Luigi Balardini, einem Arzt der Delegation Brescia, einen Geistesverwandten und arbeitete mit ihm eine Denkschrift über die Torf-Lager der Provinz Brescia (Memoria sulla torba della provincia bresciana) aus, die des akademischen Preises gewürdigt wurde. Auch die von ihm verfasste Analyse des eisenhaltigen Wassers von Bovegno (Analisi delle acque marziali di Bovegno) fand die Zustimmung der Sachkundigen. Er war Mitglied des Athenäums von Brescia, für dessen Denkschriften (Commentari dell’Ateneo di Brescia) er mehrere Abhandlungen lieferte. Am 23. September 1846 starb er im Alter von knapp 54 Jahren in Brescia.